# ゲラーノール
ゲラーノール（古希: Γελάνωρ, Gelānōr）あるいはゲラノール（古希: Γελάνωρ, Gelanōr）は、ギリシア神話の人物である。長母音を省略してゲラノルとも表記される。
アルゴスの王ステネラースの子で、クロトーポスの孫にあたる。ダナオス以前にアルゴスの王であったと伝えられており、ゲラノール王の時代にダナオスがエジプト王アイギュプトスの息子たちから逃げてアルゴスにやって来たとき、ダナオスに王権を譲った。あるいはダナオスとの戦争に敗れ、王権を失った。
パウサニアスによるとダナオスが王権の譲渡を要求したとき、ゲラーノールとダナオスは演説して自らの正当性を主張し、アルゴスの民衆に判断を求めた。しかし民衆はどちらが王にふさわしいか判断できなかったため、判定を翌日に延ばした。すると翌朝、1頭の狼が城壁の外で牛の群れに入り込み、群れを率いる1頭の牡牛と戦った。この様子を見たアルゴスの市民は牡牛をゲラノール、狼をダナオスを象徴しているように思われた。そして狼が牡牛をしとめたとき、ダナオスをアルゴス王とする裁定を下した。そこでダナオスはあの狼をアポローンの使者と考え、アポローン・リュケイオス（狼を御すアポローン）の聖域を創建した。